# Holbækmotorvejen
Holbækmotorvejen ist eine dänische Autobahn im Zug der Primärroute 21, die Kopenhagen mit der Halbinsel Sjællands Odde und dem dortigen Fährhafen Odden Færgehavn verbindet. Von Kopenhagen bis Roskilde V ist sie sechsstreifig ausgebaut, bis Holbæk V vierstreifig.

## Verlauf

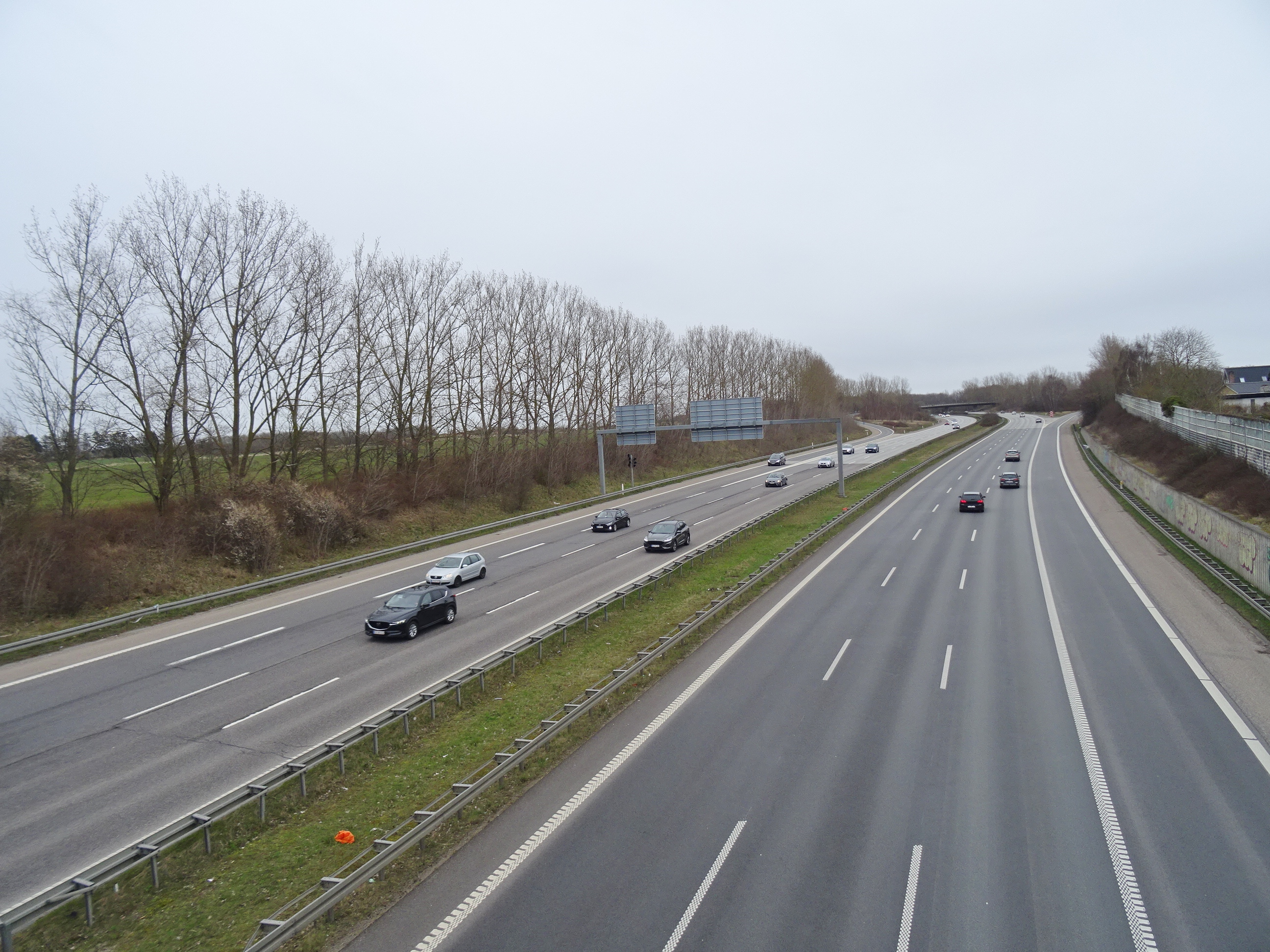
Die Autobahn bei Hedehusene

Die Autobahn nimmt in Kopenhagen an der Straße Vigerslevvej ihren Ausgang und führt nach Westen über das Autobahnkreuz Motorvejskryds Brøndby gemeinsam mit den Europastraßen 47 und 55 zur Verzweigung Motorvejskryds Vallensbæk und von dort weiter gemeinsam mit dem Motorring 4 zur Verzweigung Motorvejskryds Taastrup. Von dort setzt sie sich südlich an Roskilde und Gevninge vorbei zur Verzweigung Motorvejskryds Holbæk fort, wo die erst teilweise in Betrieb genommene Autobahn Kalundborgmotorvejen nach Westen abzweigt. Holbækmotorvejen umgeht Holbæk im Südwesten; anschließend geht die Autobahn in eine Autostraße (2+1 Spuren; Odsherredvej) über, die nördlich von Vig zur Landstraße Primærrute 21 wird.

## Geschichte
Die intern als M11 bezeichnete Autobahn wurde abschnittsweise zwischen 1960 und 2012 fertiggestellt.